# جود دويل
جود إليسون سادي دويل (بالإنجليزية: Jude Ellison Sady Doyle؛ مواليد 11 يونيو 1982) المعروفة سابقًا باسم سادي دويل. هي كاتبة نسوية أمريكية.

## وصلات خارجية
- لا بيانات لهذه المقالة على ويكي بيانات تخص الفن
- الموقع الرسمي
- Tiger Beatdown